# كامل كوزما
كامل كوزما هو لاعب كرة قدم سلوفاكي في مركز الوسط، ولد في 8 مارس 1988 في ستروبكوف في سلوفاكيا. شارك مع منتخب سلوفاكيا تحت 19 سنة لكرة القدم ومنتخب سلوفاكيا تحت 21 سنة لكرة القدم. أما مع النوادي، فقد لعب مع نادي سبارتاك ترنافا ونادي كوشيتسه.

## وصلات خارجية
- كامل كوزما على موقع قاعدة بيانات كرة القدم.إي يو (الإنجليزية)
- كامل كوزما على موقع Soccerway.com (الإنجليزية)